# Czila i Tara
Czila i Tara – zespół muzyczny, utworzony w 2013 roku w Rzeszowie przez Raw Pixela (Tara) oraz Tomasza Pusto (Czila).

## Historia
Czila i Tara powstała w roku 2013.

## Muzyka
Twórczość Czili i Tary wykorzystują wiele instrumentów m.in.: klarnet, melodyka, kontrabas, trąbka, puzon, elektryczny bas bezprogowy, gitara akustyczna, a także sample, syntezator oraz odgłosy tzw. „instrumentów alternatywnych”.

## Teksty
Teksty są wypadkową prywatnych obserwacji, filozofii, przemyśleń dotyczących teraźniejszego życia. Chwilami ironiczne, poruszają sprawy koegzystencji, pastiszu. Bywają incydentalne, uszczypliwie i pogardliwie. Tara doszukuje się makiawelicznego sprzeciwu wymierzonego przeciwko biernej wegetacji i bezmyślnej konsumpcji. Zdarza się, że w tekstach występują fragmenty istniejących już dzieł.

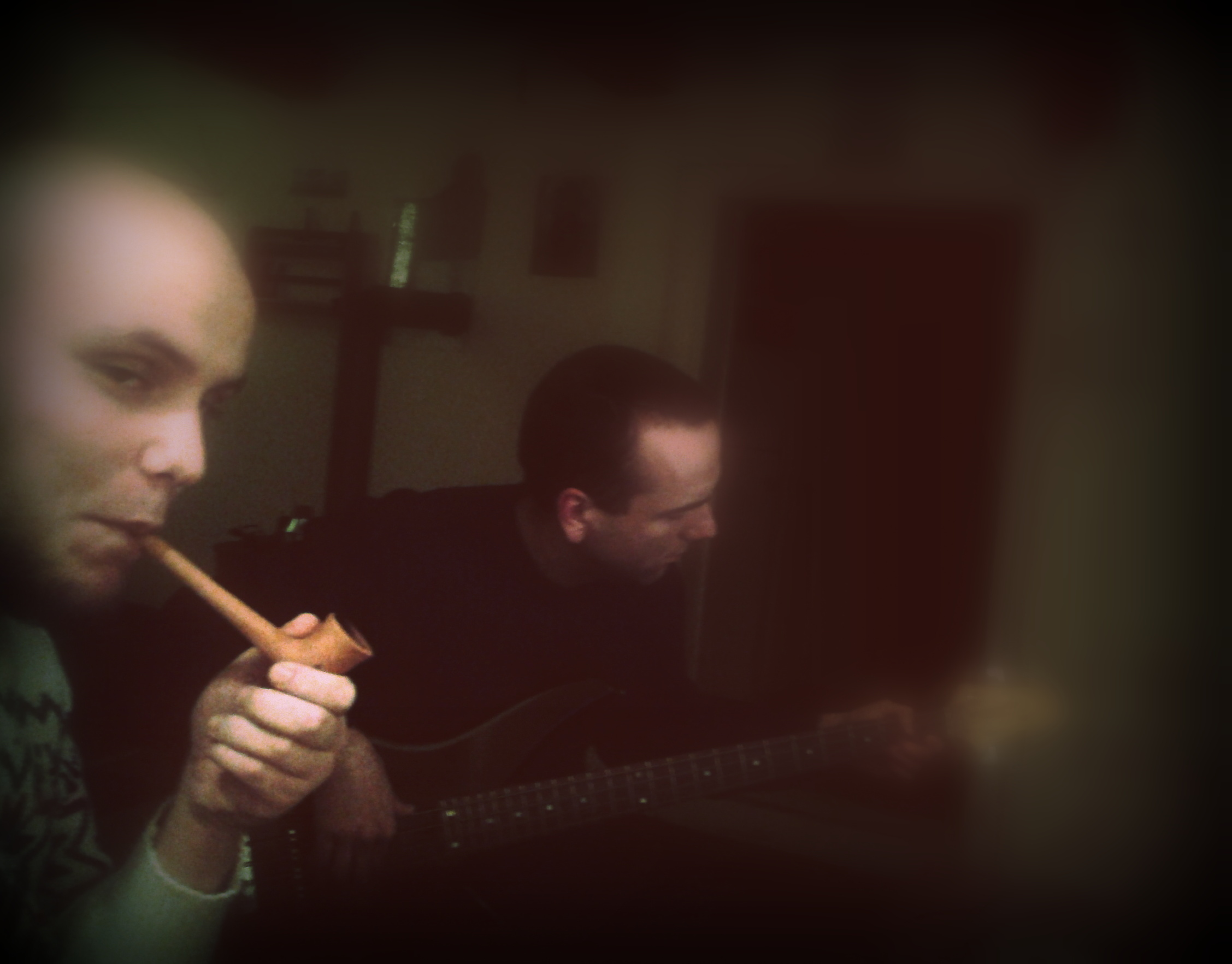
Tara i Czila podczas nagrywania utworu Koklusz w Leśna Studio, Rzeszów 2014

Wszystkie tytuły piosenek rozpoczynają się od litery „K”.

## Publikacje
Zespół nie zagrał jeszcze oficjalnego koncertu oraz nie ma na koncie żadnego oficjalnego wydawnictwa.
Powstało jedynie niezależne demo zespołu, wydane przez NSSiB pod tytułem Komercjalizacja Komercji na której znalazło się pięć utworów: Karmazynowy Ślad, Krucjata Psich Dusz, Kwaśny Deszcz, Koreański Dyskurs, Kontemplacja Lustrzana
Czila i Tara publikuje swoje utwory między innymi w serwisie YouTube. Do piosenek dołączone są teledyski.